# Lomená čára
Máme-li v rovině vzájemně různé body {\displaystyle A_{1},A_{2},...,A_{n}}, pak můžeme vytvořit množinu úseček {\displaystyle A_{1}A_{2},A_{2}A_{3},...,A_{n-1}A_{n}}. Tuto množinu nazýváme lomenou čárou. Často požadujeme, aby úsečky tvořící lomenou čáru neměly žádné společné vnitřní body, tj. aby se neprotínaly.

## Uzavřená lomená čára
Vytvoříme-li množinu úseček {\displaystyle A_{1}A_{2},A_{2}A_{3},...,A_{n-1}A_{n},A_{n}A_{1}}, pak hovoříme o uzavřené lomené čáře. Body {\displaystyle A_{i},i=1,2,...,n}, označujeme jako vrcholy lomené čáry. Úsečky {\displaystyle A_{i}A_{i+1},i=1,2,...,n-1}, nazýváme stranami lomené čáry.[zdroj?]
Plocha ohraničená uzavřenou lomenou čárou je mnohoúhelník.